# Friedrich Seltendorff
Friedrich Seltendorff (* um 1700 in Halle; † 4. Februar 1778 in Leipzig) war ein bedeutender Baumeister (Maurermeister der Zunft) des Leipziger Barock und Rokoko. Er wurde 1729 Mitglied der Leipziger Maurerinnung.

## Bauwerke (u. a.)
- Richtersches Landhaus in der Gerbergasse für Johann Christoph Richter, (1743/44), 1895 abgerissen
- Stadtbibliothek im Gewandgäßchen, Barockfassade des Gewandhauses (1740/44)
- Wohnhaus Burgstraße 14 (1744), nicht erhalten
- Wohnhaus Katharinenstraße 21 (1750)
- Gohliser Schlösschen (1755/56), Zuschreibung (?), beide erbaut für den Leipziger Kammerrat Johann Caspar Richter (1708–1770)
- Barthels Hof (früher: Zur Goldenen Schlange) Umbau 1747–1750 im Auftrag des Stadthauptmanns und Kaufmanns Johann Gottlieb Barthel